# Mathieu Arzeno

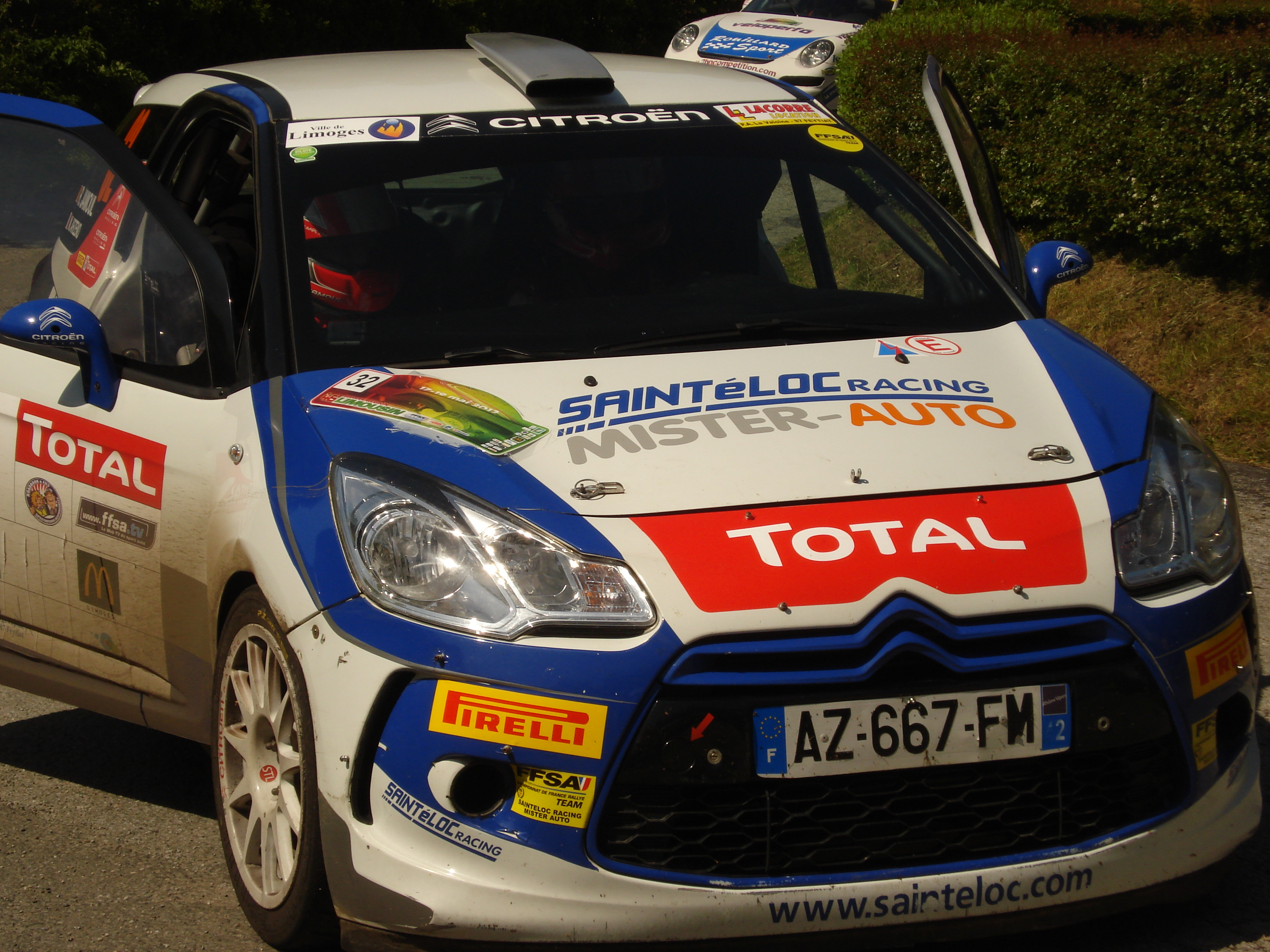
Mathieu Arzeno et Renaud Jamoul au Rallye du Limousin 2012

Mathieu Arzeno, né le 18 août 1987 à Salon-de-Provence, est un pilote automobile français.
Issu de l'équipe de France de Karting, il fut un espoir français en compétition automobile. Il possède un parcours national et international en karting, suivi de saisons en Formule Campus et Formule Renault en France et en Europe.
Depuis 2009, Mathieu Arzeno arpente les rallyes du Championnat de France des rallyes.
Il est l'espoir échappement 2010.
Grâce à un rallye sans erreur, (par rapport à certains de ses concurrents) il obtient une impensable 10e place au Rallye d'Allemagne 2012 à bord d'une Peugeot 207 S2000 du Team Saintéloc. Il pointe donc au 27e rang du championnat WRC. 
En 2017, au volant d'une Škoda Fabia R5, il remporte la coupe de France des rallyes.

## Palmarès
- 2017 : Vainqueur de la coupe de France des rallyes sur Škoda Fabia R5
- 2009 : Rallyes sur Renault Clio R3
- 2007 : Championnat de France de Formule Renault (2e) avec Pole Services
  - Eurocup Formule Renault
- 2006 : Championnat de France de Formule Renault (1er rookie)
- 2005 : Formule Campus (2e)
- 2004 : Karting - Championnat du Monde FA
- 2003 : Karting - Championnat de France Elite (2e)
- 2002 : Karting - Championnat d'Europe Junior (3e)
- 2002 : Karting - Championnat de France Junior (3e)
- 2001 : Karting - Championnat de France Cadets (2e)